# برايان ماثيوز
برايان ماثيوز (بالإنجليزية: Brian Matthews)‏ هو ممثل أمريكي، ولد في 1953 في الولايات المتحدة.

## وصلات خارجية
- برايان ماثيوز على موقع IMDb (الإنجليزية)
- برايان ماثيوز على موقع قاعدة بيانات برودواي على الإنترنت (الإنجليزية)
- برايان ماثيوز على موقع قاعدة بيانات الفيلم (الإنجليزية)